# Vorm (biologie)
In botanische nomenclatuur is een vorm of forma, afgekort met f., een taxonomische rang lager dan soort, ondersoort en variëteit. 
Voorbeelden:
- Acanthocalycium spiniflorum f. klimpelianum[1]
- Acanthocalycium spiniflorum f. peitscherianum[2]
- Acanthocalycium spiniflorum f. violaceum[3]

Dit zijn de namen van drie vormen binnen de soort Acanthocalycium spiniflorum.
Vorm heeft behalve in de biologie meer betekenissen:
- De vorm, Grieks: μορφή , morphè, Latijn: forma, gedaante, is in de natuurfilosofie en biologie van Aristoteles complementair aan de materie: Grieks: ὕλη[5] en Latijn: materia prima, waarmee het samen de substantie, Grieks: ουσια, ousia,[6] en Latijn: substantia vormt.
- Een van de centrale punten in de biologie is het verband tussen vorm en functie.